# Septoria adanensis
Septoria adanensis är en svampart som beskrevs av Petr. 1953. Septoria adanensis ingår i släktet Septoria och familjen Mycosphaerellaceae.   Inga underarter finns listade i Catalogue of Life.